# Маркеєв Олег Георгійович
Маркеєв Олег Георгійович (19 березня 1963 — 30 липня 2009) — російський письменник та сценарист. Найбільш відомий за серію романів «Мандрівник». Також працював під псевдонімом Олег Фомін.
Закінчив Московське прикордонне училище за спеціальністю — референт-перекладач, служив у прикордонних військах КДБ СРСР. Основні твори Олега Маркеєва присвячені діяльності таємного товариства — «Ордена Полярного Орла».

## Серія «Мандрівник»
- «Особливий період» 1996
- «Загроза вторгнення» 2000
- «Чорна луна» 2000
- «Зброя відплати» 2001
- «Тотальна війна» 2002
- «Мандрівник: Сірий ангел» 2003
- «Мандрівник: Ціна посвяти» 2004
- «Неврахований фактор» 2008